# Chabur (Tigris)
Der Chabur (kurdisch Xabûr, türkisch Habur Çayı; arabisch خابور Chābūr, DMG Ḫābūr) ist ein linker Nebenfluss des Tigris in der Autonomen Region Kurdistan und in der türkischen Provinz Şırnak.
Er entsteht im Nordosten der Provinz Şırnak. Im Oberlauf heißt er Feraşin. Er passiert die Kreisstadt Beytüşşebap und fließt in südlicher Richtung in den Irak. Dort wendet er sich nach Westen. Er durchfließt die Stadt Zaxo und die Delal-Brücke. Westlich von Zaxo bildet er die Grenze zwischen dem Irak und der Türkei. Dort befindet sich auch der einzige Grenzübergang zwischen den beiden Ländern, der Grenzübergang Ibrahim Khalil.
Östlich dieses Grenzübergangs mündet der Hezil Çayı (Hêzil) in den Chabur. Die Mündung des Chabur in den Tigris ist gleichzeitig das Dreiländereck zwischen dem Irak, der Türkei und Syrien.
Die Ufer des Flusses sind mehrfach in der Bibel (AT) erwähnt.